# العلاقات المكسيكية الكولومبية
العلاقات المكسيكية الكولومبية هي العلاقات الثنائية التي تجمع بين المكسيك وكولومبيا.

## مقارنة بين البلدين
هذه مقارنة عامة ومرجعية للدولتين:
| وجه المقارنة                                              | المكسيك                                                                               | كولومبيا        |
| --------------------------------------------------------- | ------------------------------------------------------------------------------------- | --------------- |
| المساحة (كم2)                                             | 1.97 مليون                                                                            | 1.14 مليون      |
| عدد السكان (نسمة)                                         | 130.53 مليون                                                                          | 49.07 مليون     |
| الكثافة السكانية (ن./كم²)                                 | 66.26                                                                                 | 43.04           |
| العاصمة                                                   | مدينة مكسيكو                                                                          | بوغوتا          |
| اللغة الرسمية                                             | اللغة الإسبانية                                                                       | اللغة الإسبانية |
| العملة                                                    | بيزو مكسيكي                                                                           | بيزو كولومبي    |
| الناتج المحلي الإجمالي (بليون دولار)                      | 1.15 تريليون                                                                          | 309.19 مليار    |
| الناتج المحلي الإجمالي (تعادل القوة الشرائية) بليون دولار | 2.16 تريليون                                                                          | 724.96 مليار    |
| الناتج المحلي الإجمالي الاسمي للفرد دولار أمريكي          | 9.01 ألف                                                                              | 7.60 ألف        |
| الناتج المحلي الإجمالي للفرد دولار أمريكي                 | 17.32 ألف                                                                             | 13.36 ألف       |
| مؤشر التنمية البشرية                                      | 0.756                                                                                 | 0.720           |
| رمز المكالمات الدولي                                      | +52                                                                                   | +57             |
| رمز الإنترنت                                              | .mx                                                                                   | .co             |
| المنطقة الزمنية                                           | منطقة زمنية وسطى، المنطقة الزمنية الجبلية، زمن منطقة المحيط الهادئ، منطقة زمنية شرقية | 00              |

## مدن متوأمة
في ما يلي قائمة باتفاقيات التوأمة بين مدن مكسيكية وكولومبية:
- ترتبط ماردة مع بيريرا باتفاقية توأمة.[14][14][14]
- ترتبط كامبيتشي مع كارتاهينا باتفاقية توأمة.
- ترتبط مونتيري مع ميديلين باتفاقية توأمة منذ 1993.
- ترتبط أكابولكو مع سانتا مارتا باتفاقية توأمة منذ 19 يوليو 2017.[15][16][15][16]
- ترتبط مدينة مكسيكو مع بوغوتا باتفاقية توأمة منذ 15 فبراير 1978.[17][18][19][17]
- ترتبط ماردة [الإنجليزية]‏ مع بيريرا باتفاقية توأمة.[14][14][14]

## منظمات دولية مشتركة
يشترك البلدان في عضوية مجموعة من المنظمات الدولية، منها:
| علم المنظمة | اسم المنظمة                                                          | تاريخ انضمام المكسيك | تاريخ انضمام كولومبيا |
| ----------- | -------------------------------------------------------------------- | -------------------- | --------------------- |
|             | وكالة ضمان الاستثمار متعدد الأطراف                                   | 1 يوليو 2009         | 30 نوفمبر 1995        |
|             | الأمم المتحدة                                                        | 7 نوفمبر 1945        | 5 نوفمبر 1945         |
|             | بنك أمريكا الوسطى للتكامل الاقتصادي ‏                                 | ?                    | ?                     |
|             | وكالة حظر الأسلحة النووية في أمريكا اللاتينية ومنطقة البحر الكاريبي ‏ | ?                    | ?                     |
|             | الفريق المعني برصد الأرض                                             | ?                    | ?                     |
|             | منظمة حظر الأسلحة الكيميائية                                         | ?                    | ?                     |
|             | مجموعة دول أمريكا اللاتينية والكاريبي                                | ?                    | ?                     |
|             | منظمة التجارة العالمية                                               | 1995                 | ?                     |
|             | منظمة الشرطة الجنائية الدولية                                        | ?                    | ?                     |
|             | مؤسسة التنمية الدولية                                                | 24 أبريل 1961        | 16 يونيو 1961         |
|             | يونسكو                                                               | 4 نوفمبر 1946        | 31 أكتوبر 1947        |
|             | الاتحاد البريدي العالمي                                              | ?                    | ?                     |
|             | البنك الدولي للإنشاء والتعمير                                        | 31 ديسمبر 1945       | 24 ديسمبر 1946        |
|             | المنظمة الهيدروغرافية الدولية                                        | ?                    | ?                     |
|             | بنك التنمية الكاريبي ‏                                                | ?                    | ?                     |
|             | الاتحاد الدولي للاتصالات                                             | 1 يوليو 1908         | 25 أغسطس 1914         |
|             | مؤسسة التمويل الدولية                                                | 20 يوليو 1956        | 20 يوليو 1956         |

## أعلام
هذه قائمة لبعض الشخصيات التي تربطها علاقات بالبلدين:
- داروين كينتيرو (لاعب كرة قدم كولومبي، 19 سبتمبر 1987[27] – )

## وصلات خارجية
- موقع وزارة الخارجية المكسيكية